# Pedro Chagas Freitas
Pedro Chagas Freitas (Azurém, Guimarães, Portugal, 25 de setembro de 1979) é um escritor português.

## Biografia
Licenciado em Linguística na Universidade Nova de Lisboa, entre 1998 e 2002. Começou por ser, em 1997, chefe de redação da revista vimaranense “Estádio D. Afonso Henriques”. Em 2001 começou a escrever para o jornal “A Bola” e em 2003 também para o jornal “Desportivo de Guimarães”. Publicou crónicas de ficção e reflexão no jornal “Povo de Guimarães” entre 2003 e 2007. Entre 2005 e 2007, foi chefe de redação e editor do jornal “Global Minho & Porto”. Entre 2003 e 2008 foi também redator do jornal “Inside ”, nas secções de cultura e desporto.
Durante o ano de 2004, foi contratado pelo grupo editorial “Impala”, onde esteve como redator de livros genéricos. Em 2005, iniciou o seu percurso no mundo da escrita publicitária, assumindo o cargo de redator criativo na agência de publicidade “Motive”. Publicou, nesse mesmo ano, a sua primeira obra literária, “Mata-me”. Seguiu-se, em 2006, a publicação de “O Evangelho da Alucinação ”.
Ainda em 2006, venceu o Prémio Bolsa Jovens Criadores, que lhe foi atribuído pelo Centro Nacional de Cultura e pelo Instituto Português da Juventude. Entre 2006 e 2008, escreveu micro-ficções para a revista "Minguante" e crónicas de humor para a revista "Rede 2020". Entre 2007 e 2009, publicou trabalhos de reportagem, entrevista e crónicas de ficção, humor e reflexão na revista "Plenitude". Em 2007, publicou “Já alguma Vez Usaste o Sexo sem Necessitares de Usar o Corpo”. Nesse mesmo ano, publicou ainda "A Guerra da Secessão: 1981 - 1985", uma obra de cariz histórico sobre a Guerra Civil Americana. Em 2008, escreveu o tema “Um Bolero e uma Noite de Verão”, para o músico austríaco Michael Kotzian. Ainda em 2008, lançou “Os Dias na Noite”.
Escreveu, entre 2006 e 2009, biografias e livros genéricos para a editora “Mediapromo ”.  Publica, desde 2006, crónicas de reflexão e opinião no jornal “Notícias de Guimarães ”. Regressou, entre 2008 e meados de 2010, ao mundo da publicidade, como redator criativo na agência de publicidade IA&RB, onde concebeu anúncios de imprensa e onde se estreou como argumentista, escrevendo guiões de anúncios de televisão e vídeos institucionais. Foi, em 2008, um dos autores convidados a participar na antologia de homenagem a António Ramos Rosa "Um Poema Para Ramos Rosa". Criou, em 2009, o Campeonato Nacional de Escrita Criativa.
Desde 2001 que é coordenador de sessões de escrita criativa um pouco por todo o país. Ainda neste domínio de trabalho, tem vindo a coordenar e a levar ao terreno seminários e workshops sobre metodologias criativas para professores e formadores.
Assina, desde 2010, crónicas para o jornal desportivo "Academia de Talentos". Nesse mesmo ano, iniciou-se em rádio, sendo o apresentador de "Ensaios sobre a Imbecilidade", um programa de entrevista humorística da Rádio Fundação.
Ainda em 2010, publicou 10 obras da sua autoria em simultâneo: “A Pele do Medo”, “As Incongruências da Sorte”, “Porque Ris Sabendo que Vais Morrer”, “Gotas de Dor“, “Espasmos de Pânico”, “Espasmos d'Alma”, “Só os Feios é Que São Fiéis”, “Chãos Pisados”, “Separação de Males” e “Envelhenescer”.
Em 2011, começou o ano com mais uma iniciativa: "Livro (em) Directo", que escreveu, em direto e sem parar, durante 24 horas no âmbito da Porto Book Stock Fair, no Porto. Para a criação da obra contribuíram nomes bem conhecidos de várias áreas, como o médico Fernando Póvoas, a cantora e compositora Mafalda Arnauth e a jornalista Alberta Marques Fernandes. Em Maio do mesmo ano, lançou o projeto "Uma Obra, Mil Autores", através do qual pretende criar o romance com mais autores da História da Literatura. No final do ano, publicou "Os Fragmentos de Chagas"".
Em 2012, estreou-se como apresentador de televisão, sendo o autor e o apresentador da rubrica de literatura do programa MVMagazine, no canal MVM. Em paralelo, criou e apresentou o programa de Rádio "Só Te Quero Pelo Teu Corpo", da Rádio Fundação.
Ainda em 2012, concebeu e colocou no terreno o primeiro curso de escrita criativa realizado 100% através do Facebook. A 12 de Abril do mesmo ano, lançou "Eu Sou Deus", a sua 17ª obra (um livro de crónica e auto-desenvolvimento), no BBC - Belém Bar Café.
Foi, a 19 de abril de 2012, um dos oradores da ICSC European Conference. Pouco mais de uma semana depois foi também um dos oradores da Conferência "A Criatividade e o Ensino", que decorreu na Exponor, no Porto.
Lançou, em Novembro de 2012, "Ou é Tudo ou Não Vale Nada"", uma obra escrita em direto e ao vivo ao longo de 2012 minutos.
Em 2013 lançou "In Sexus Veritas"", um romance com mais de 1500 páginas.
Em 2020, foi um dos jurados internacionais do 1° Prémio Internacional Pena de Ouro.

## Obras Publicadas
- Mata-me (Corpos Editora, 2005)
- O Evangelho da Alucinação (Corpos Editora, 2006)
- Já Alguma Vez Usaste o Sexo sem Necessitares de Usar o Corpo? (Corpos Editora, 2007)
- A Guerra da Secessão: 1861 - 1865 (MediaPromo, 2007)
- Os Dias na Noite (Indiebooks, 2008)
- A Pele do Medo (Sinapis Editores, 2010)
- As Incongruências da Sorte (Sinapis Editores, 2010)
- Porque Ris Sabendo que Vais Morrer (Sinapis Editores, 2010)
- Gotas de Dor (Sinapis Editores, 2010)
- Espasmos de Pânico (Sinapis Editores, 2010)
- Espasmos d'Alma (Sinapis Editores, 2010)
- Só os Feios é Que São Fiéis (Sinapis Editores, 2010)
- Chãos Pisados (Sinapis Editores, 2010)
- Separação de Males (Sinapis Editores, 2010)
- Envelhenescer (Sinapis Editores, 2010)
- Os Fragmentos de Chagas (Sinapis Editores, 2011)
- Eu Sou Deus (Chiado Editora, 2012)
- Ou é Tudo ou Não Vale Nada (Chiado Editora, 2012)
- In Sexus Veritas (Chiado Editora, 2013)
- Prometo Falhar (Marcador, 2014)
- Queres Casar Comigo Todos os Dias? (Marcador, 2015)
- Prometo Perder (Marcador, 2016)
- Prometo Falhar Todos os Dias (Desrotina, 2017)
- A Repartição (Desrotina, 2017)

## Participação em Coletâneas
- Um Poema para Ramos Rosa (Editora Labirinto, 2008)

## Obras Coordenadas
- Os Filhos da Escrita (produzida por um grupo de crianças e adolescentes de Guimarães) (Corpos Editora, 2008)
- Amo-te, Escrita (produzida por alunos do 1º Ciclo de 4 escolas de Famalicão) (Câmara Municipal de Famalicão, 2010)
- Se Eu Fosse Maria Moisés (produzida por alunos do 1º Ciclo de 4 escolas de Famalicão) (Câmara Municipal de Famalicão, 2011)
- A Saudade Tem Um Nome" (escrito por Leandro Peleja, com a coordenação de Pedro Chagas Freitas) (Chiado Editora, 2017)